# Ozopore
 (mars 2021).
La mise en forme du texte ne suit pas les recommandations de Wikipédia : il faut le « wikifier ».
Les points d'amélioration suivants sont les cas les plus fréquents. Le détail des points à revoir est peut-être précisé sur la page de discussion.
- Les titres sont pré-formatés par le logiciel. Ils ne sont ni en capitales, ni en gras.
- Le texte ne doit pas être écrit en capitales (les noms de famille non plus), ni en gras, ni en italique, ni en « petit »…
- Le gras n'est utilisé que pour surligner le titre de l'article dans l'introduction, une seule fois.
- L'italique est rarement utilisé : mots en langue étrangère, titres d'œuvres, noms de bateaux, etc.
- Les citations ne sont pas en italique mais en corps de texte normal. Elles sont entourées par des guillemets français : « et ».
- Les listes à puces sont à éviter, des paragraphes rédigés étant largement préférés. Les tableaux sont à réserver à la présentation de données structurées (résultats, etc.).
- Les appels de note de bas de page (petits chiffres en exposant, introduits par l'outil «  Source ») sont à placer entre la fin de phrase et le point final[comme ça].
- Les liens internes (vers d'autres articles de Wikipédia) sont à choisir avec parcimonie. Créez des liens vers des articles approfondissant le sujet. Les termes génériques sans rapport avec le sujet sont à éviter, ainsi que les répétitions de liens vers un même terme.
- Les liens externes sont à placer uniquement dans une section « Liens externes », à la fin de l'article. Ces liens sont à choisir avec parcimonie suivant les règles définies. Si un lien sert de source à l'article, son insertion dans le texte est à faire par les notes de bas de page.
- La présentation des références doit suivre les conventions bibliographiques. Il est recommandé d'utiliser les modèles {{Ouvrage}}, {{Chapitre}}, {{Article}}, {{Lien web}} et/ou {{Bibliographie}}. Le mode d'édition visuel peut mettre en forme automatiquement les références.
- Insérer une infobox (cadre d'informations à droite) n'est pas obligatoire pour parachever la mise en page.

Pour une aide détaillée, merci de consulter Aide:Wikification.
Si vous pensez que ces points ont été résolus, vous pouvez retirer ce bandeau et améliorer la mise en forme d'un autre article.

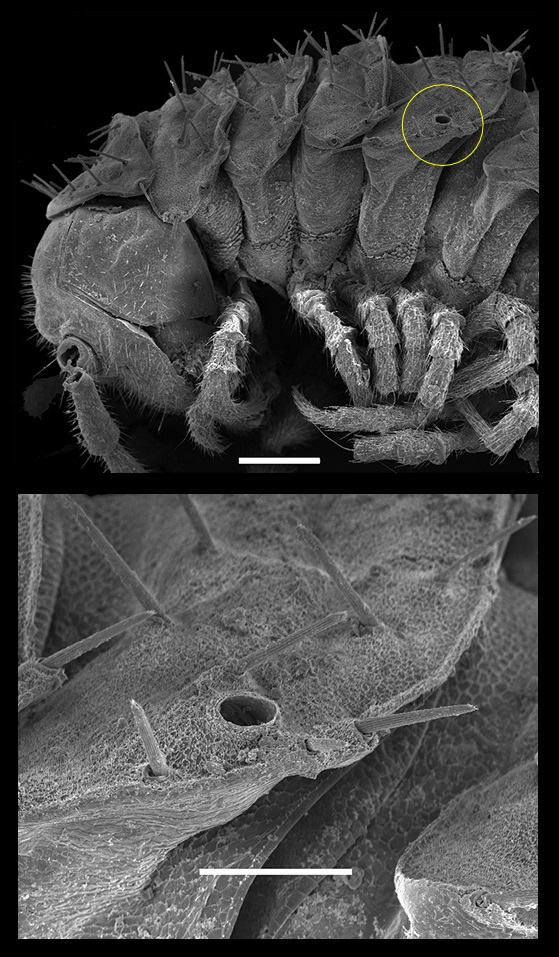
Image 1 : Ozopore (encerclé) du mille-pattes Martensodesmus cattienensis. Au-dessous: ozopore agrandi.

Un ozopore est l'ouverture d'une glande défensive (voir image 1) présente chez certains arthropodes, notamment chez les mille-pattes de l'ordre Polydesmida,  et chez les opilions, arachnides également appelés « faucheux ». Les glandes elles-mêmes sont appelées ozadènes (voir image 3), également appelées « glandes odorantes », « glandes répulsives », « glandes odoriférantes » ou « glandes puantes ». Le nom est dérivé du grec ancien ozo « odeur » et du latin porus « pore, petite ouverture ».

## Faucheux
Chez les faucheux, les ozopores sont situés sur les côtés antérieurs du prosome.

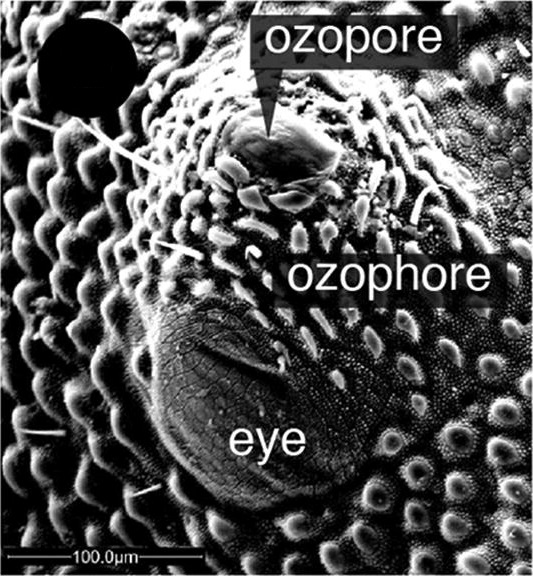
Image 2 : Ozopore sur un ozophore élevé au-dessus de l'œil de Pettalus (Cyphophthalmi)

Les sécrétions défensives émises agissent également comme une phéromone d'alarme. Les glandes sont des replis de la paroi corporelle, constitués de trois couches. Bien que les glandes elles-mêmes n'aient pas de musculature, il existe une musculature associée, qui est la plus élaborée dans le sous-ordre des faucheux Cyphophthalmi. Les Eupnoi et les Dyspnoi (tous deux des sous-ordres d'opilions) ont le système musculaire le plus réduit.
Ce comportement défensif est considéré comme le plus efficace dans les sous-ordres Cyphophthalmi et Laniatores.
Dans le sous-ordre Cyphophtalmi, les ozopores sont situés sur des ozophores spéciaux, des cônes élevés spécialisés (voir image 2).
De nombreux composés différents ont été trouvés dans diverses sécrétions de faucheux étudiés. La composition chimique des sécrétions semble être utile pour la reconnaissance taxinomique. Chez les Laniatores, les Gonyleptoidea produisent des benzoquinones et des phénols alkylés, et les Travunioidea produisent principalement des terpénoïdes. Chez les Eupnoi, les Sclerosomatidae sécrètent des cétones et des alcools acycliques à chaîne courte, et les Phalangiidae, des naphtoquinones,.

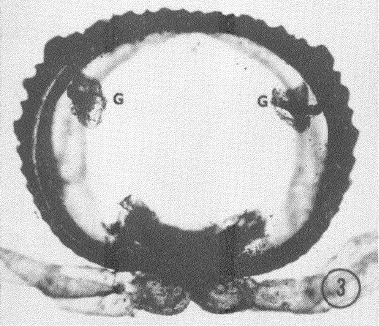
Image 3 : Ozadènes (G) à l'intérieur d'un segment de mille-pattes

## Millipèdes
Chez les mille-pattes, les ozopores sont répétés en série sur les segments du corps et généralement situés latéralement. Les exceptions sont les membres de l'ordre des Glomerida, qui ont des ozopores situés sur le dos.  Certains membres de l'ordre des Julida ont des ozadènes particulièrement proéminents.